# Tetraberlinia korupensis
Tetraberlinia korupensis är en ärtväxtart som beskrevs av Jan Johannes Wieringa. Tetraberlinia korupensis ingår i släktet Tetraberlinia och familjen ärtväxter. Inga underarter finns listade i Catalogue of Life.